# Первинна медико-санітарна допомога

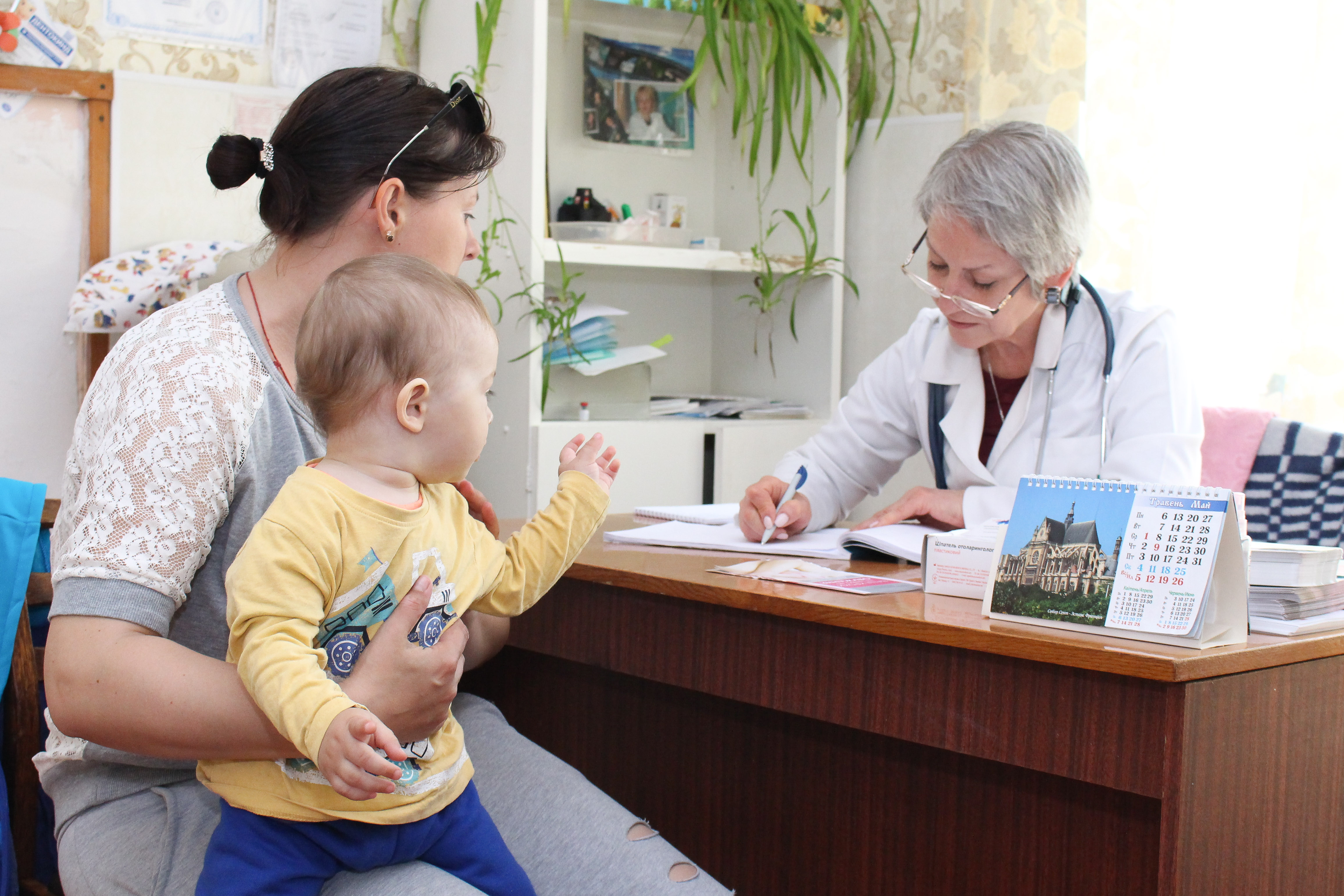
Лікар веде обстеження

Перви́нна ме́дико-саніта́рна допомо́га — медико-санітарна допомога, яка передбачає консультацію лікаря, забезпечує профілактику, діагностику і лікування найпоширеніших хвороб, травм, отруєнь та інших станів, проведення індивідуальних санітарно-гігієнічних і протиепідемічних заходів, медичної профілактики захворювань, гігієнічного виховання та санітарної просвіти населення, реалізацію прав людини щодо охорони здоров'я дитини, матері та батька, а також направлення пацієнтів на отримання вторинної, третинної медичної допомоги та санаторно-курортного лікування.
За умови наявності у пацієнта відповідних медичних показань за направленням, виданим лікарем, подається планова спеціалізована (вторинна) та високоспеціалізована (третинна) медична допомога. Зазначене направлення не є обов'язковим.
Первинна медико-санітарна допомога подається переважно сімейними лікарями або дільничними терапевтами і педіатрами.
Обсяги та порядок подання первинної медико-санітарної допомоги встановлюються центральним органом виконавчої влади в сфері охорони здоров'я.
Первинна медико-санітарна допомога є основною, найбільш наближеною до населення ланкою медичної допомоги.
Увага до пріоритетності первинної ланки виникла через те, що пацієнт поступово почав відчувати незадоволення раніше існуючою медичною допомогою, при якій існувало чимало вузьких фахівців. За останні декілька десятиліть в структурі амбулаторно-поліклінічної ланки пріоритетного розвитку набувала спеціалізована медична допомога. В пошуках медичної допомоги пацієнт звикав до думки, що найбільш оптимальним є самостійне вирішення до якого спеціаліста йому потрапити, вистоюючи довгі черги, одержуючи багато рекомендацій та рецептів на ліки і не знаючи напевне, що з ними робити, у якій послідовності їх приймати.
Поступово гостро назріло проблемне питання необхідності якихось змін у медичній справі.
Значення первинної медико-санітарної допомоги було визначено в Алма-Атинській декларації Всесвітньої організації охорони здоров'я (ВООЗ) у 1978 р. Алма-Атинська декларація ініціювала проведення реформ в галузі охорони здоров'я з пріоритетним розвитком первинної медико-санітарної допомоги.
Одна з основних вимог, на якій акцентує увагу Всесвітня організація охорони здоров'я — це фізична доступність медичної допомоги населенню. Відповідно до засад «Європейської політики з досягнення здоров'я на XXI століття», на рівні ПМСД державою повинна бути забезпечена безперервність медичної опіки.
Це означає надання лікувально-діагностичної допомоги пацієнту у будь-який час, включаючи нічний та святкові дні, а також забезпечення нагляду за пацієнтами, які виписались із стаціонарів для продовження лікування за місцем проживання. Передбачається також надання невідкладної медичної допомоги хворим у тяжкому стані. Всім цим вимогам відповідає концепція надання медичної допомоги на засадах сімейної медицини, яка для будь-якого пацієнта та членів його сім'ї є фізично доступною, безперервною та невідкладною.